# Équipe du Kazakhstan espoirs de football
Maillots
L'équipe du Kazakhstan espoirs de football est une sélection de joueurs de moins de 21 ans kazakhs placée sous l'égide de la Fédération du Kazakhstan de football.

## Parcours au Championnat d'Europe de football espoirs
- 2007 : Non qualifié
- 2009 : Non qualifié
- 2011 : Non qualifié
- 2013 : Non qualifié
- 2015 : Non qualifié
- 2017 : Non qualifié
- 2019 : Non qualifié
- 2021 : Non qualifié
- 2023 : Non qualifié